# Olga Fanno
Olga Jindřiška Fanno (rozená Schmidtová, 21. července 1883 Kvašťov – 18. července 1966 Janov-Pegli) byla česká učitelka, sochařka a malířka dlouhodobě žijící v Itálii. Po začátku první světové války byla členkou tzv. Prvního československého odboje v Italském království. Jejím manželem byl italsko-židovský průmyslník a technik Gino Girolamo Fanno.

## Život

### Mládí
Narodila se v Kvašťově u Prčice v rodině advokáta Viléma Schmidta. Posléze vyrůstala v Praze. Získala jazykové vzdělání a stala se učitelkou.

### V Itálii
Počátkem 20. století se natrvalo usadila v Itálii, kde působila jako učitelka němčiny a češtiny. 18. října 1913 se provdala za Gina Girolama Fanno (1882 –1962), podnikatele a majitele továrny s optickými přístroji v Janově. Manželé žili v janovské přímořské městské čtvrti Pegli. Olga se rovněž zabývala malířstvím a sochařstvím. V Itálii žila rovněž její sestra Lydie, která se provdala za dánského velkoobchodníka, majitele rejdařské společnosti a konzula Dánského království Ejnera Boesgaarda.

### Československý odboj
Po vypuknutí první světové války a zapojení Itálie na straně Trojdohody začalo do Itálie přicházet mnoho českých a slovenských zajatců, vojáků rakousko-uherské armády, bojujících na tzv. italské frontě. V rámci aktivit exilové skupiny Tomáše Garrigue Masaryka, Edvarda Beneše a Milana Rastislava Štefánika zasazujících se o vznik samostatného Československa, se i v Itálii začaly vytvářet samostatné vojenské oddíly bojující v řadách italské armády, posléze přetvořené v československé legie v Itálii. Fanno se zapojila do podpory těchto aktivit a také legií samotných: podílela se na shánění finančních prostředků pro legionáře, mj. formou benefičních akcí, s vojáky se rovněž pravidelně setkávala. Účastnila se mj. slavnostní vojenské přehlídky čs. jednotek ve středoitalské Perugii. Rovněž, mj. prostřednictvím společenského vlivu svého manžela, lobbovala za myšlenku československé samostatnosti. Spolupracovala mj. s Františkem Hlaváčkem, vedoucím kanceláře Československé národní rady v Římě.
Po vzniku Československa setrvala Fanno s manželem v Itálii. 30. května 1929 jí byl udělen československý Řád Bílého lva V. stupně.

### Fašismus v Itálii
Po nástupu Benita Mussoliniho k moci ve 20. letech 20. století bylo italské prostředí čím dál tím více antisemitsky zaměřené. V únoru 1939 byl pak Gino Fanno udán jakožto Žid a úředně přišel o titul Ph.D. Po začátku druhé světové války byl dán do domácího vězení, čímž se vyhnul deportace do koncentračních táborů, ze stejného důvodu posléze roku 1941 konvertoval ke katolické církvi. 11. srpna 1943, když byli manželé ve městě Terni v Umbrii, byla Olga zraněna při leteckém bombardování města americkou leteckou armádou, ze svých zranění se po krátkém pobytu v nemocnici zotavila. I díky rodinným úsporám ve staré italské měně oba manželé nakonec válku zdárně přežili. 
Po válce mohl Gino Fanno pracovat pouze v zemědělství a zemědělském průmyslu. Zemřel v roce 1962 bez světového uznání pro svůj termodynamický model, tzv. Fannův tok.

### Úmrtí
Olga Fanno zemřela 18. července 1966 v Janově-Pegli ve věku 83 let. Pohřbena byla spolu se svým manželem do rodinné hrobky na hřbitově v rodném městě Conegliano.
Jejich manželství bylo bezdětné.